# Amsterdam Metalfest
Amsterdam Metalfest is een tweejaarlijks muziekfestival met uitsluitend metalmuziek dat plaatsvindt in de Nederlandse hoofdstad Amsterdam.

## Geschiedenis
De eerste editie van Amsterdam Metalfest vond plaats in 2013. Tot en met de derde editie werd het evenement gehouden in het Amsterdamse poppodium de Sugarfactory, waar hoofdzakelijk Nederlandse en Vlaamse metalacts de line-up vertegenwoordigden. Het uitgangspunt van de festivalorganisatie was om de Amsterdamse metalscene een culturele impuls te kunnen geven. Ondanks dat Amsterdam de Nederlandse hoofdstad is, vond men dat er in en rondom de stad naar verhouding zeer weinig initiatieven plaatsvonden voor de subcultuur rondom de metalmuziek. Vanaf de vierde editie in 2015 wordt het festival gehouden in de Melkweg.

## Lineups

### 2018
19–20 mei (Melkweg)
Fleshgod Apocalypse · The Charm The Fury · Obscura · Hideous Divinity · For I Am King · Onegodless

### 2016
15–16 oktober (Melkweg)
Textures · Aborted · Humanity's Last Breath · Exivious · Seita · Hibakusha
2–3 april (Melkweg)
Decapitated · Carach Angren · God Dethroned · Herder · Heart Of A Coward · Veil of Delusions

### 2015
24–25 oktober (Melkweg)
Aborted · Seita · MagnaCult · Cultura Tres · Hillsphere · Ethereal · Red Eyes · Dystopia · The Scalding

### 2014
10–11 mei (Sugarfactory)
Disquiet · For I Am King · Cilice · Hillsphere · MagnaCult · Red Eyes · Akrasial